# Clube Desportivo Nacional 2011-2012
Questa voce raccoglie le informazioni riguardanti il Clube Desportivo Nacional nelle competizioni ufficiali della stagione 2011-2012.

## Rosa
| N. |                       | Ruolo | Calciatore         |
| -- | --------------------- | ----- | ------------------ |
| 1  | Brasile (bandiera)    | P     | Rafael Bracalli    |
| 2  | Portogallo (bandiera) | D     | Bruno Patacas      |
| 5  | Croazia (bandiera)    | D     | Danijel Stojanović |
| 6  | Serbia (bandiera)     | C     | Ivan Todorović     |
| 7  | Slovenia (bandiera)   | C     | Rene Mihelič       |
| 8  | Croazia (bandiera)    | C     | Dejan Školnik      |
| 10 | Brasile (bandiera)    | A     | Thiago Gentil      |
| 11 | Portogallo (bandiera) | A     | Márcio Madeira     |
| 12 | Montenegro (bandiera) | P     | Vladan Giljen      |
| 13 | Portogallo (bandiera) | C     | Bruno Amaro        |
| 16 | Croazia (bandiera)    | A     | Kristijan Pavlović |
| 18 | Brasile (bandiera)    | A     | Pedro Oldoni       |
| 19 | Portogallo (bandiera) | A     | Anselmo Cardoso    |
| 20 | Angola (bandiera)     | A     | Mateus             |

| N. |                       | Ruolo | Calciatore      |  |
| -- | --------------------- | ----- | --------------- |  |
| 23 | Portogallo (bandiera) | C     | João Aurélio    |  |
| 29 | Brasile (bandiera)    | A     | Diego Barcelos  |  |
| 31 | Portogallo (bandiera) | A     | Edgar Costa     |  |
| 33 | Brasile (bandiera)    | D     | Danielson       |  |
| 34 | Brasile (bandiera)    | D     | Alex Bruno      |  |
| 37 | Slovenia (bandiera)   | C     | Nejc Pečnik     |  |
| 44 | Montenegro (bandiera) | D     | Žarko Tomašević |  |
| 50 | Brasile (bandiera)    | P     | Elisson         |  |
| 55 | Portogallo (bandiera) | D     | Nuno Pinto      |  |
| 83 | Brasile (bandiera)    | C     | Juninho         |  |
| 88 | Brasile (bandiera)    | C     | Luís Alberto    |  |
|    | Nigeria (bandiera)    | C     | Kevin Amuneke   |  |
|    | Croazia (bandiera)    | A     | Darko Bodul     |  |